# Seven Tears (pjesma)
Seven Tears (hrv. »Sedam suza«) pjesma je glazbene grupe Goombay Dance Band, iz 1981. Pjesma je postala hit u Europi, a napisali su ju Wolff-Ekkehardt Stein i Wolfgang Jass.
Hrvatski pjevač Darko Domijan napravio je svoju inačicu zvanu »Sedam suza«.